# Habitatge al carrer Barcelona, 233 (Sant Vicenç dels Horts)
L'Habitatge al carrer Barcelona, 233 és una obra del municipi de Sant Vicenç dels Horts (Baix Llobregat) inclosa en l'Inventari del Patrimoni Arquitectònic de Catalunya.

## Descripció
Es tracta d'un edifici de planta baixa i pis amb terrat de tipus català. Les obertures són planes, amb ornaments ondulats al voltant dels dintells i els muntants i amb decoració a base de flors i fullam. Hi ha mènsules, modillons, botons, motllures i pilastres embegudes, tots ells repartits per la façana.
A la planta baixa hi ha decoració d'estuc simulant carreus. Al primer pis hi ha composicions de flors i filigranes. L'edifici és coronat per una barana de pedra artificial que envolta el terrat i un frontó amb la data 1905 i les inicials "D.D." sobre plafó de ceràmica.

## Història
Originalment, al primer pis hi havia uns petits esgrafiats al voltant de les obertures. Un arranjament de la façana (segons els propietaris) va deixar-la amb la pintura actual.